# Lomocyma
Lomocyma is een geslacht van vlinders uit de familie pijlstaarten (Sphingidae).

## Soorten
- Lomocyma oegrapha (Mabille, 1884)